# Cratere Plinius

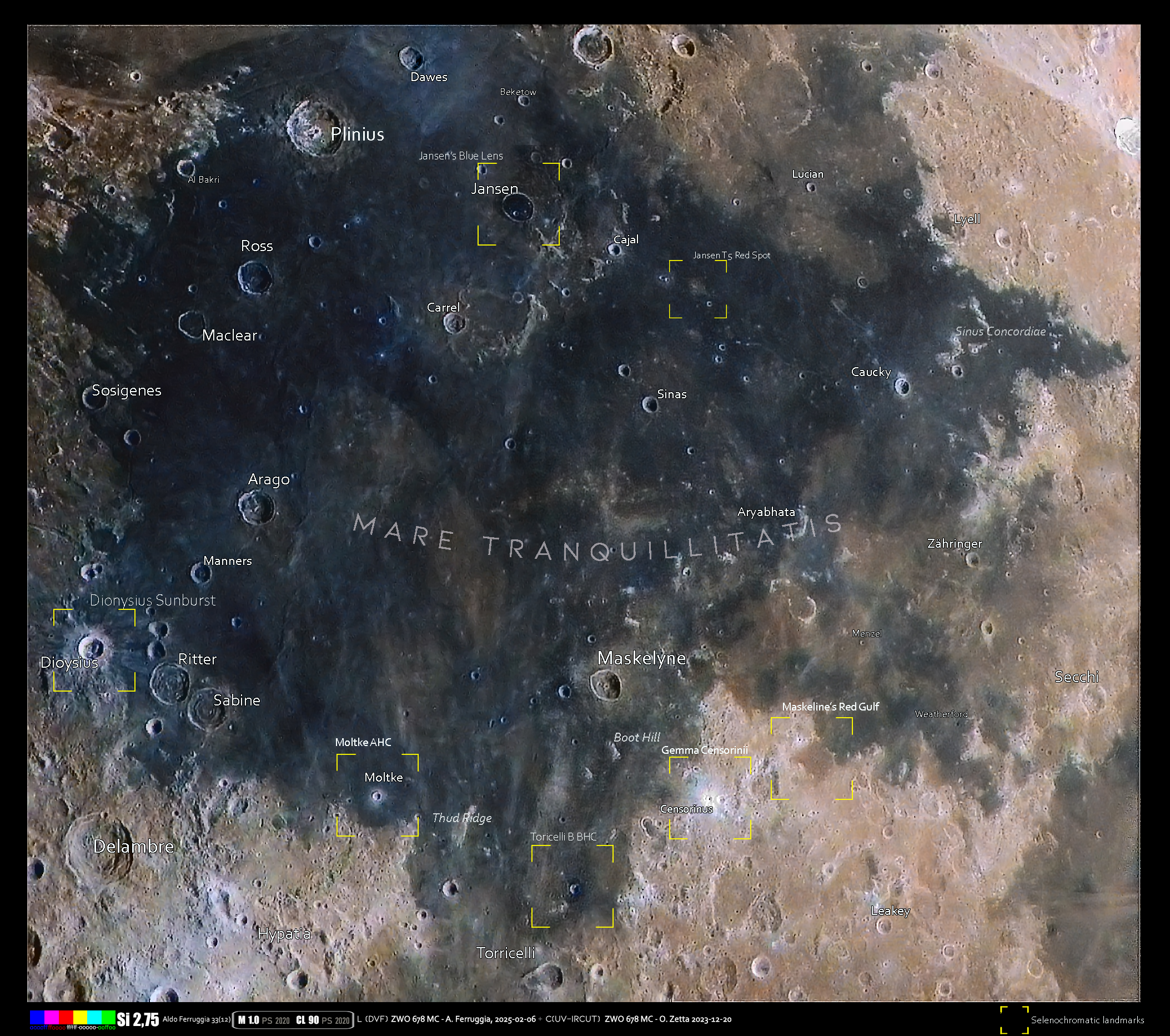
Area del cratere(in alto) in formato selenocromatico

Plinius è un cratere lunare di 41,31 km situato nella parte nord-orientale della faccia visibile della Luna.